# Giro d’Italia 1939
Der 27. Giro d’Italia fand vom 28. April bis 18. Mai 1939 statt.
Das Radrennen bestand aus 17 Etappen mit einer Gesamtlänge von 3.011 Kilometern. Von 89 Startern erreichten 54 das Ziel. Giovanni Valetti, der in diesem Jahr auch die Tour de Suisse gewann, errang den Giro-Sieg vor Gino Bartali. Die Bergwertung gewann Gino Bartali. Die Mannschaftswertung gewann das Team Frejus.

## Gesamtwertung
1. Giovanni Valetti  Königreich Italien 88h 02' 00s
2. Gino Bartali  Königreich Italien  2' 59s zurück
3. Mario Vicini  Königreich Italien  5' 7s zurück
4. Severino Canavesi  Königreich Italien  7' 55s zurück
5. Settimo Simonini  Königreich Italien  16' 40s zurück
6. Salvatore Crippa  Königreich Italien  17' 52s zurück
7. Giordano Cottur  Königreich Italien  18' 40s zurück
8. Cesare Del Cancia  Königreich Italien  24' 34s zurück
9. Cino Cinelli  Königreich Italien  26' 10s zurück
10. Bernardo Rogora  Königreich Italien  27' 40s zurück

## Etappen
| Etappe | von / nach                  | km        | Sieger                               | Führender                            |
| ------ | --------------------------- | --------- | ------------------------------------ | ------------------------------------ |
| 1.     | Mailand – Turin             | 180       | Vasco Bergamaschi Königreich Italien | Vasco Bergamaschi Königreich Italien |
| 2.     | Turin – Genua               | 226       | Gino Bartali Königreich Italien      | Gino Bartali Königreich Italien      |
| 3.     | Genua – Pisa                | 187       | Cino Cinelli Königreich Italien      | Cino Cinelli Königreich Italien      |
| 4.     | Pisa – Grosseto             | 154       | Carmine Saponetti Königreich Italien | Cino Cinelli Königreich Italien      |
| 5.     | Grosseto – Rom              | 222       | Olimpio Bizzi Königreich Italien     | Cino Cinelli Königreich Italien      |
| 6.a    | Rom – Rieti                 | 85        | Carmine Saponetti Königreich Italien | Cino Cinelli Königreich Italien      |
| 6.b    | Rieti – Terminillo          | 14 (ZF)   | Giovanni Valetti Königreich Italien  | Cino Cinelli Königreich Italien      |
| 7.     | Rieti – Pescara             | 191       | Adolfo Leoni Königreich Italien      | Cino Cinelli Königreich Italien      |
| 8.     | Pescara – Senigallia        | 177       | Diego Marabelli Königreich Italien   | Cino Cinelli Königreich Italien      |
| 9.a    | Senigallia – Forli          | 116       | Glauco Servadei Königreich Italien   | Secondo Magni Königreich Italien     |
| 9.b    | Forlì – Florenz             | 106       | Gino Bartali Königreich Italien      | Giovanni Valetti Königreich Italien  |
| 10.    | Florenz – Bologna           | 120       | Olimpio Bizzi Königreich Italien     | Giovanni Valetti Königreich Italien  |
| 11.    | Bologna – Venedig           | 231       | Pietro Chiappini Königreich Italien  | Giovanni Valetti Königreich Italien  |
| 12.    | Venedig – Triest            | 173       | Giordano Cottur Königreich Italien   | Giovanni Valetti Königreich Italien  |
| 13.    | Triest – Gorizia            | 39,8 (ZF) | Giovanni Valetti Königreich Italien  | Giovanni Valetti Königreich Italien  |
| 14.    | Gorizia – Cortina d’Ampezzo | 195       | Secondo Magni Königreich Italien     | Giovanni Valetti Königreich Italien  |
| 15.    | Cortina d’Ampezzo – Trient  | 256       | Gino Bartali Königreich Italien      | Giovanni Valetti Königreich Italien  |
| 16.    | Trient – Sondrio            | 166       | Giovanni Valetti Königreich Italien  | Giovanni Valetti Königreich Italien  |
| 17.    | Sondrio – Mailand           | 168       | Gino Bartali Königreich Italien      | Giovanni Valetti Königreich Italien  |

## Bergwertung
1. Gino Bartali  Königreich Italien
2. Giovanni Valetti  Königreich Italien
3. Michele Benente  Königreich Italien